# Бессрочный протест
Бессрочный протест, или «бессро́чка», — незарегистрированное политическое протестное движение (или платформа, как говорят сами её участники) в России, не имеющее иерархии и очевидных лидеров. Возникло в результате протестов против пенсионной реформы 9 сентября 2018 года в Москве и Санкт-Петербурге и распространилось на другие регионы. Участники платформы — в основном молодые люди.

## История

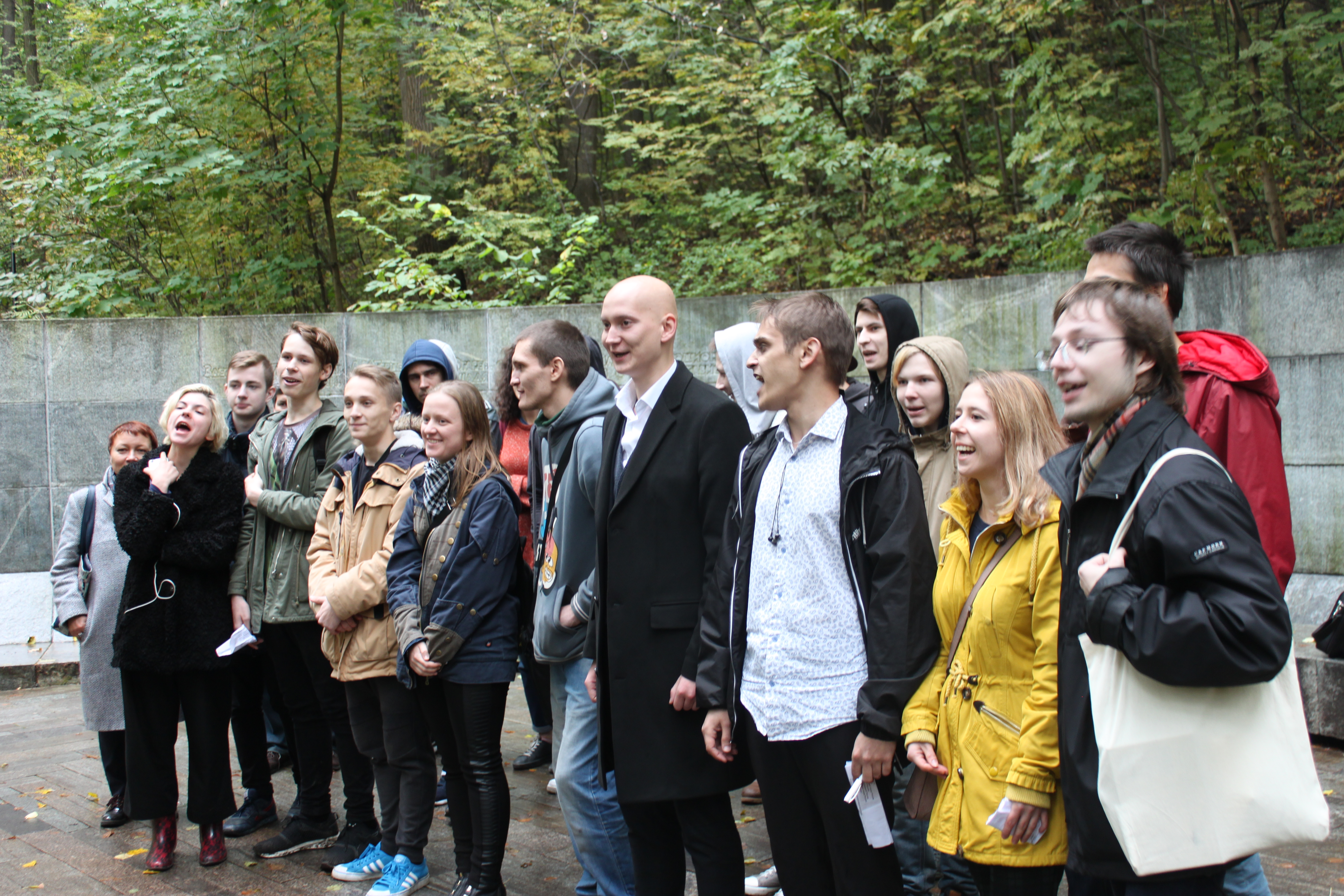
Московские участники записывают обращение к российской оппозиции в день рождения В. В. Путина. 2018 год

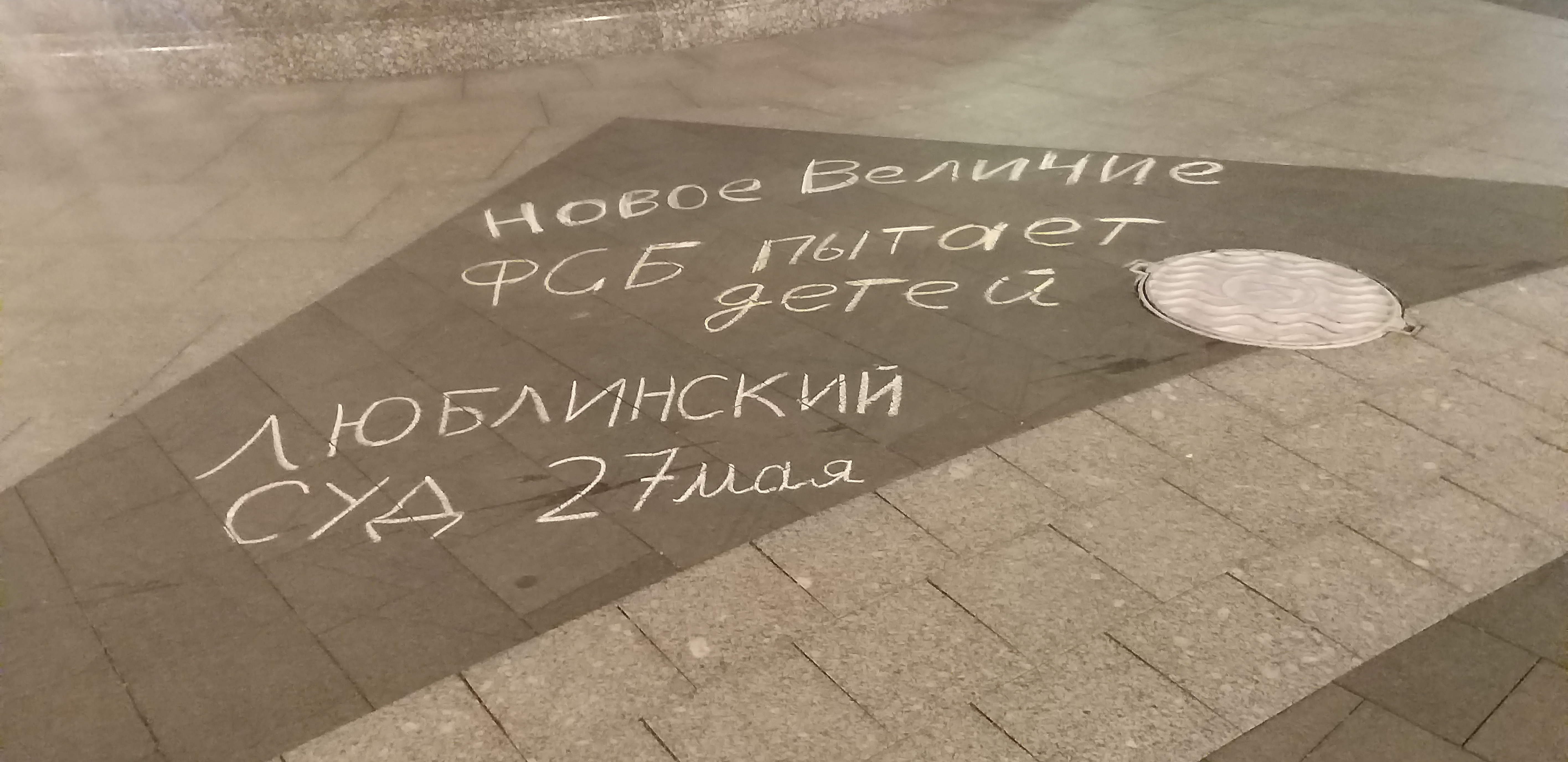
Сделанная активистами «Бессрочки» надпись с призывом поддержать преследуемых по делу «Нового величия». Москва. 2019 год

16 июня 2018 года в Государственную думу был внесён законопроект о пенсионной реформе в России. Проект реформирования пенсионной системы в стране предусматривал постепенное повышение пенсионного возраста для большинства граждан с 1 января 2019 года.
Готовящаяся реформа вызвала недовольство значительной части россиян, в различных городах страны начались уличные протесты. Одной из таких протестных акций стало всероссийское выступление 9 сентября 2018 года в единый день голосования, назначенное политиком Алексеем Навальным. В Москве мэрия отказала в проведении митинга на Тверской улице, не предложив альтернативного места его проведения. Московский митинг всё же состоялся на Пушкинской площади. В нём участвовало несколько тысяч людей и он был разогнан как несогласованный с властями. Однако к вечеру у памятника Пушкину собралось несколько молодых людей. Они объявили о начале бессрочной акции протеста. В полночь к памятнику прибыли сотрудники Росгвардии, которые задержали часть протестующих. Оставшиеся 15 человек отправились ночевать к расположенному неподалёку памятнику Твардовскому на Страстном бульваре. Они призвали присоединиться к ним всех неравнодушных, выдвинули ряд требований: отмена пенсионной реформы, отставка президента и правительства, отмена 282-й статьи Уголовного кодекса, роспуск «Роскомнадзора», и решили оставаться на улице до тех пор, пока требования не начнут выполняться.
Утром 10 сентября полицейские в Москве потребовали от протестующих в Страстном бульваре убрать развёрнутые плакаты и протестующие подчинились. Затем в течение дня несколько раз происходили задержания протестующих, но они не расходились, прибывали новые люди. Вечером 10 сентября несколько людей оставалось у памятника Рахманинову. Участники бессрочки решили собираться на протестные акции каждый день, организовывать шествия, проводить агитацию на улицах. Постоянные перемещения с места на место помогали им избежать арестов. Одна из акций бессрочки заключалась в следующем. Возле магазина телефонов за несколько дней до продажи новой модели «iPhone» собрались люди, желающие купить новый телефон быстрее всех. Некоторые из них пытались продать своё место. К ним подсели участники бессрочного протеста, державшие картонки с надписями «Продам 63 год пенсии», «Куплю совесть», «Продам второе место в автозаке». В ходе акции «Клоунское правосудие» активисты переоделись в клоунов, пришли к зданию суда, встали полукругом и оглашали шуточные приговоры современникам. Московские «бессрочники» провели сотни акций, они продолжают участвовать в них до сих пор, но от идеи непрерывного протеста отказались ещё в 2018 году.
В ту же ночь с 9 на 10 сентября 2018 года бессрочный протест начался в Санкт-Петербурге после аналогичного митинга на Марсовом поле. Петербургские участники, как и свои московские соратники, подвергались задержаниям полиции. На протестующих оформляли протоколы по части 5 статьи 20.2 КоАП «нарушение участником публичного мероприятия установленного порядка проведения собрания, митинга, демонстрации, шествия или пикетирования». Столицы подали пример регионам, вскоре акции бессрочного протеста начались в десятках городах России.
Штаб Алексея Навального не поддержал участников бессрочного протеста во время событий сентября-октября 2018 года, Навальный воздерживался от того, чтобы говорить о них публично.
В сентябре 2018 года с московскими участниками бессрочки встретился Дмитрий Гудков, положительно отозвавшийся о платформе и сравнивший её с акцией «Оккупай Абай» 2012 года.
В 2019 году участники бессрочного протеста приняли активное участие в массовых акциях против строительства храма в сквере на Октябрьской площади в Екатеринбурге. В этом же году ими были установлены фальшивые «надгробия» Владимира Путина в Набережных Челнах и Екатеринбурге.

## Идеология, цели и принципы
В основе деятельности бессрочников лежит убеждение, что только постоянный мирный уличный протест без явных лидеров и координационного центра позволит изменить политическую систему России. Именно поэтому важное значение бессрочники придают распространению информации о самоорганизации и принципах построения гражданского общества.
Для бессрочного протеста характерно отсутствие очевидных лидеров, иерархии (все важные решения принимаются путём голосования) и устава, исключительно мирные формы протеста, координация действий через анонимные чаты в Telegram. Номинально отделения бессрочки есть во многих городах страны, но в большинстве случаев это формальность. Участником себя может назвать кто угодно. На сайте платформы указано:

Бессрочный протест — это идея самоорганизации гражданского общества на основе: мирного протеста, децентрализованного объединения, а также многообразия мнений, политических взглядов и требований к государству. Для самоорганизации активисты развивают онлайн и офлайн площадку, которой пользуется уже более 30 регионов. Она управляется всеми желающими и не имеет иерархии.

#### Список принципов:[19]
- Децентрализация — отсутствие явных и публичных лидеров, представителей и центров принятия решений;
- Мирный протест — использование теории и практики достижения политических целей без применения насилия и антиконституционных методов;
- Плюрализм;
- Бессрочность;
- Самоорганизация.

## Общественный резонанс
Участники преследуются полицией, подвергаются регулярным задержаниям. Участник петербургской Группы помощи задержанным Александр Миронов считает, что бессрочный протест интересен полиции как возможность сделать очередное уголовное дело, аналогичное делу «Нового величия». Несмотря на малое число участников, бессрочный протест привлёк к себе внимание СМИ и российских политиков.